# 제이슨 드러커

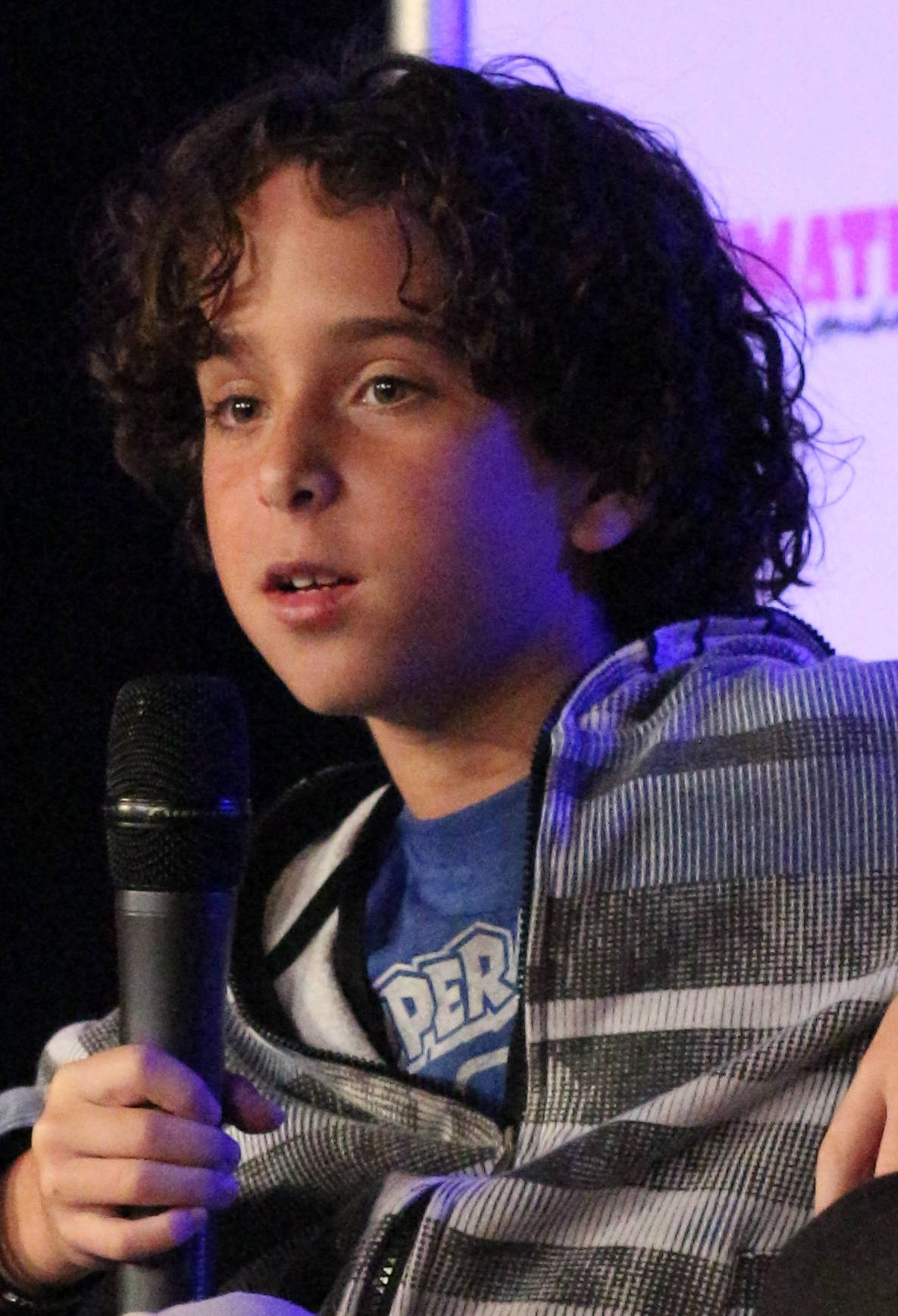

제이슨 드러커(Jason Drucker, 2005년 ~ )는 미국의 배우이다.

## 영화
- 범블비 (2018년) - 오티스 역
- 윔피키드: 가족 여행의 법칙 (2017년) - 그렉 헤플리 역